# Herb Lipian
Herb Lipian – jeden z symboli miasta Lipiany i gminy Lipiany w postaci herbu.

## Wygląd i symbolika
Herb przedstawia na tarczy dwudzielnej w słup w heraldycznie prawym polu półorła czerwonego na srebrnym tle, w lewym polu trzy złote gwiazdy sześcioramienne ułożone w słup na błękitnym tle. 
Czerwony orzeł nawiązywał do herbu margrabiów brandenburskich.

## Historia

Herb Lipian do 2008 r.

Wizerunek herbowy pochodzi z XIV wieku. Pierwotnie na pieczęciach obok orła znajdowały się trzy gwiazdy w pas. Później miasto zaczęło używać wzoru czerwonego orła bez korony, który został wzięty z godła Polski, a gwiazdy były pięcioramienne. W statucie gminy Lipiany z 2004 roku orzeł był cały czerwony tj. miał czerwony dziób i czerwone szpony.
W 2008 roku gmina Lipiany uchwalając nowy statut unieważniła posiadanie herbu i nie ustaliła nowego. Ponownie herb ustanowiono 25 czerwca 2013 uchwałą rady miejskiej.